# Ebbe Lundgaard
Pour les articles homonymes, voir Lundgaard.
Ebbe Lundgaard, né le 25 août 1944 et mort le 24 mars 2009, est un homme politique danois membre de la Gauche radicale et ancien ministre.